# 중화인민공화국의 행정 구역 코드 번호 (2구역)
이 문서는 중화인민공화국 동북 지방의 행정 구역 코드 번호이다.

## 코드 번호 체계

### 랴오닝성: 210000
- 선양시 : 210100
  - 시할구 : 210101
  - 허핑구 : 210102
  - 선허구 : 210103
  - 다둥구 : 210104
  - 황구구 : 210105
  - 톄시구 : 210106
  - 쑤자툰구 : 210111
  - 훈난구 : 210112
  - 선베이 신구 : 210113
  - 위훙구 : 210114
  - 랴오중구 : 210115
  - 캉핑현 : 210123
  - 파쿠현 : 210124
  - 신민시 : 210181
- 다롄시 : 210200
  - 시할구 : 210201
  - 중산구 : 210202
  - 시강구 : 210203
  - 사허커우구 : 210204
  - 간징쯔구 : 210211
  - 뤼순커우구 : 210212
  - 진저우구 : 210213
  - 푸란뎬구 : 210214
  - 창하이현 : 210224
  - 와팡뎬시 : 210281
  - 좡허시 : 210283
- 안산시 : 210300
  - 시할구 : 210301
  - 톄둥구 : 210302
  - 톄시구 : 210303
  - 리산구 : 210304
  - 첸산구 : 210311
  - 타이안현 : 210321
  - 슈옌 만족 자치현 : 210323
  - 하이청시 : 210381
- 푸순시 : 210400
  - 시할구 : 210401
  - 신푸구 : 210402
  - 둥저우구 : 210403
  - 왕화구 : 210404
  - 순청구 : 210411
  - 푸순현 : 210421
  - 신빈 만족 자치현 : 210422
  - 칭위안 만족 자치현 : 210423
- 번시시 : 210500
  - 시할구 : 210501
  - 핑산구 : 210502
  - 시후구 : 210503
  - 밍산구 : 210504
  - 난펀구 : 210505
  - 번시 만족 자치현 : 210521
  - 환런 만족 자치현 : 210522
- 단둥시 : 210600
  - 시할구 : 210601
  - 위안바오구 : 210602
  - 전싱구 : 210603
  - 전안구 : 210604
  - 콴뎬 만족 자치현 : 210624
  - 둥강시 : 210681
  - 펑청시 : 210682
- 진저우시 : 210700
  - 시할구 : 210701
  - 구타구 : 210702
  - 링허구 : 210703
  - 타이허구 : 210711
  - 헤이산현 : 210726
  - 이현 : 210727
  - 링하이시 : 210781
  - 베이전시 : 210782
- 잉커우시 : 210800
  - 시할구 : 210801
  - 잔첸구 : 210802
  - 시스구 : 210803
  - 바위취안구 : 210804
  - 라오볜구 : 210811
  - 가이저우시 : 210881
  - 다스차오시 : 210882
- 푸신시 : 210900
  - 시할구 : 210901
  - 하이저우구 : 210902
  - 신추구 : 210903
  - 타이핑구 : 210904
  - 칭허먼구 : 210905
  - 시허구 : 210911
  - 푸신 몽골족 자치현 : 210921
  - 장우현 : 210922
- 랴오양시 : 211000
  - 시할구 : 211001
  - 바이타구 : 211002
  - 원성구 : 211003
  - 훙웨이구 : 211004
  - 궁창링구 : 211005
  - 타이쯔허구 : 211011
  - 랴오양현 : 211021
  - 덩타시 : 211081
- 판진시 : 211100
  - 시할구 : 211101
  - 솽타이쯔구 : 211102
  - 싱룽타이구 : 211103
  - 다와구 : 211104
  - 판산현 : 211122
- 톄링시 : 211200
  - 시할구 : 211201
  - 인저우구 : 211202
  - 칭허구 : 211204
  - 톄링현 : 211221
  - 시펑현 : 211223
  - 창투현 : 211224
  - 댜오빙산시 : 211281
  - 카이위안시 : 211282
- 차오양시 : 211300
  - 시할구 : 211301
  - 솽타구 : 211302
  - 룽청구 : 211303
  - 차오양현 : 211321
  - 젠핑현 : 211322
  - 카라친쭤이 몽골족 자치현 : 211324
  - 베이퍄오시 : 211381
  - 링위안시 : 211382
- 후루다오시 : 211400
  - 시할구 : 211401
  - 롄산구 : 211402
  - 룽강구 : 211403
  - 난퍄오구 : 211404
  - 쑤이중현 : 211421
  - 젠창현 : 211422
  - 싱청시 : 211481

### 지린성: 220000
- 창춘시 : 220100
  - 시할구 : 220101
  - 난관구 : 220102
  - 콴청구 : 220103
  - 차오양구 : 220104
  - 얼다오구 : 220105
  - 루위안구 : 220106
  - 솽양구 : 220112
  - 주타이구 : 220113
  - 눙안현 : 220122
  - 위수시 : 220182
  - 더후이시 : 220183
  - 궁주링시 : 220184
- 지린시 : 220200
  - 시할구 : 220201
  - 창이구 : 220202
  - 룽탄구 : 220203
  - 촨잉구 : 220204
  - 펑만구 : 220211
  - 융지현 : 220221
  - 자오허시 : 220281
  - 화뎬시 : 220282
  - 수란시 : 220283
  - 판스시 : 220284
- 쓰핑시 : 220300
  - 시할구 : 220301
  - 톄시구 : 220302
  - 톄둥구 : 220303
  - 리수현 : 220322
  - 이퉁 만족 자치현 : 220323
  - 솽랴오시 : 220382
- 랴오위안시 : 220400
  - 시할구 : 220401
  - 룽산구 : 220402
  - 시안구 : 220403
  - 둥펑현 : 220421
  - 둥랴오현 : 220422
- 퉁화시 : 220500
  - 시할구 : 220501
  - 둥창구 : 220502
  - 얼다오장구 : 220503
  - 퉁화현 : 220521
  - 후이난현 : 220523
  - 류허현 : 220524
  - 메이허커우시 : 220581
  - 지안시 : 220582
- 바이산시 : 220600
  - 시할구 : 220601
  - 훈장구 : 220602
  - 장위안구 : 220605
  - 푸쑹현 : 220621
  - 징위현 : 220622
  - 창바이 조선족 자치현 : 220623
  - 린장시 : 220681
- 쑹위안시 : 220700
  - 시할구 : 220701
  - 닝장구 : 220702
  - 첸궈얼뤄쓰 몽골족 자치현 : 220721
  - 창링현 : 220722
  - 첸안현 : 220723
  - 푸위시 : 220781
- 바이청시 : 220800
  - 시할구 : 220801
  - 타오베이구 : 220802
  - 전라이현 : 220821
  - 퉁위현 : 220822
  - 타오난시 : 220881
  - 다안시 : 220882
- 옌볜 조선족 자치주 : 222400
  - 옌지시 : 222401
  - 투먼시 : 222402
  - 둔화시 : 222403
  - 훈춘시 : 222404
  - 룽징시 : 222405
  - 허룽시 : 222406
  - 왕칭현 : 222424
  - 안투현 : 222426

### 헤이룽장성: 230000
- 하얼빈시 : 230100
  - 시할구 : 230101
  - 다오리구 : 230102
  - 난강구 : 230103
  - 다오와이구 : 230104
  - 핑팡구 : 230108
  - 쑹베이구 : 230109
  - 샹팡구 : 230110
  - 후란구 : 230111
  - 아청구 : 230112
  - 솽청구 : 230113
  - 이란현 : 230123
  - 팡정현 : 230124
  - 빈현 : 230125
  - 바옌현 : 230126
  - 무란현 : 230127
  - 퉁허현 : 230128
  - 옌서우현 : 230129
  - 상즈시 : 230183
  - 우창시 : 230184
- 치치하얼시 : 230200
  - 시할구 : 230201
  - 룽사구 : 230202
  - 젠화구 : 230203
  - 톄펑구 : 230204
  - 앙앙시구 : 230205
  - 푸라얼지구 : 230206
  - 녠쯔산구 : 230207
  - 메이리쓰 다우르족구 : 230208
  - 룽장현 : 230221
  - 이안현 : 230223
  - 타이라이현 : 230224
  - 간난현 : 230225
  - 푸위현 : 230227
  - 커산현 : 230229
  - 커둥현 : 230230
  - 바이취안현 : 230231
  - 너허시 : 230281
- 지시시 : 230300
  - 시할구 : 230301
  - 지관구 : 230302
  - 헝산구 : 230303
  - 디다오구 : 230304
  - 리수구 : 230305
  - 청쯔허구 : 230306
  - 마산구 : 230307
  - 지둥현 : 230321
  - 후린시 : 230381
  - 미산시 : 230382
- 허강시 : 230400
  - 시할구 : 230401
  - 샹양구 : 230402
  - 궁눙구 : 230403
  - 난산구 : 230404
  - 싱안구 : 230405
  - 둥산구 : 230406
  - 싱산구 : 230407
  - 뤄베이현 : 230421
  - 쑤이빈현 : 230422
- 솽야산시 : 230500
  - 시할구 : 230501
  - 젠산구 : 230502
  - 링둥구 : 230503
  - 쓰팡타이구 : 230505
  - 바오산구 : 230506
  - 지셴현 : 230521
  - 유이현 : 230522
  - 바오칭현 : 230523
  - 라오허현 : 230524
- 다칭시 : 230600
  - 시할구 : 230601
  - 싸얼투구 : 230602
  - 룽펑구 : 230603
  - 랑후루구 : 230604
  - 훙강구 : 230605
  - 다퉁구 : 230606
  - 자오저우현 : 230621
  - 자오위안현 : 230622
  - 린뎬현 : 230623
  - 두얼보터 몽골족 자치현 : 230624
- 이춘시 : 230700
  - 시할구 : 230701
  - 이메이구 : 230717
  - 우추이구 : 230718
  - 유하오구 : 230719
  - 자인현 : 230722
  - 탕왕현 : 230723
  - 펑린현 : 230724
  - 다칭산현 : 230725
  - 난차현 : 230726
  - 진린구 : 230751
  - 톄리시 : 230781
- 자무쓰시 : 230800
  - 시할구 : 230801
  - 샹양구 : 230802
  - 첸진구 : 230803
  - 자오구 : 230811
  - 화난현 : 230822
  - 화촨현 : 230826
  - 탕위안현 : 230828
  - 퉁장시 : 230881
  - 푸진시 : 230882
  - 푸위안시 : 230883
- 치타이허시 : 230900
  - 시할구 : 230901
  - 신싱구 : 230902
  - 타오산구 : 230903
  - 체쯔허구 : 230904
  - 보리현 : 230921
- 무단장시 : 231000
  - 시할구 : 231001
  - 둥안구 : 231002
  - 양밍구 : 231003
  - 아이민구 : 231004
  - 시안구 : 231005
  - 린커우현 : 231025
  - 쑤이펀허시 : 231081
  - 하이린시 : 231083
  - 닝안시 : 231084
  - 무링시 : 231085
  - 둥닝시 : 231086
- 헤이허시 : 231100
  - 시할구 : 231101
  - 아이후이구 : 231102
  - 쉰커현 : 231123
  - 쑨우현 : 231124
  - 베이안시 : 231181
  - 우다롄츠시 : 231182
  - 넌장시 : 231183
- 쑤이화시 : 231200
  - 시할구 : 231201
  - 베이린구 : 231202
  - 왕쿠이현 : 231221
  - 란시현 : 231222
  - 칭강현 : 231223
  - 칭안현 : 231224
  - 밍수이현 : 231225
  - 쑤이링현 : 231226
  - 안다시 : 231281
  - 자오둥시 : 231282
  - 하이룬시 : 231283
- 다싱안링 지구 : 232700
  - 모허시 : 232701
  - 후마현 : 232721
  - 타허현 : 232722
  - 자거다치구 : 232761
  - 쑹링구 : 232762
  - 신린구 : 232763
  - 후중구 : 232764

## 같이 보기
- 중화인민공화국의 행정 구역
- 중화인민공화국의 행정 구역 코드 번호
  - 1구역
  - 3구역
  - 4구역
  - 5구역
  - 6구역